# Tirsa With
Tirsa With (Paramaribo, 24 december 1997) is een presentator, schrijver, vertaler, stemacteur, spoken-wordartiest, dagvoorzitter en programmamaker.

## Biografie
With werd in 1997 geboren in Suriname. Ze stamt af van marrons. Ze verhuisde nog voor haar derde verjaardag naar Nederland. Ze ging naar het Koningin Wilhelmina College in Culemborg en het UWC Robert Bosch College in Freiburg im Breisgau. Ze studeerde cum laude af in de literatuurwetenschappen aan het Amsterdam University College en het Hunter College in New York. Al tijdens haar studie trad With regelmatig op als spoken-wordartiest. With bouwt voort op de orale traditie van de marrons. Belangrijke thema's voor haar als zwarte queer vrouw zijn identiteit en inclusie. Ze ontwikkelde zich verder in het Slow Writing Lab van het Nederlands Letterenfonds, in de Oorzaken Academy van het NPO-Fonds voor verhalende podcasts, de Meervaart Studio, DOX Studio en productiehuis degasten. Ze werkte als moderator bij The Feminist Club Amsterdam en als Peer Supporter bij Peer Support Events. Ze trad onder meer op bij Lowlands en het Alkebulan Festival.
Sinds 2022 is With presentator bij Het Klokhuis, waar zij meer dan vijftig afleveringen heeft gepresenteerd. In 2023 deed ze mee aan het programma Voor het blok en Waku Waku. Zij was cohost voor het programma Bommetje. Ook presenteerde ze enkele afleveringen van het programma Once Upon A Timeline van Omroep ZWART. 
In 2023 sprak With de stem in van Margo Kess / Spider-Byte voor de animatiefilm Spider-Man: Across the Spider-Verse. Ze heeft meerdere Nederlandse vertalingen van audioboeken ingesproken, namelijk Brown girl dreaming, Het meisje met de luidende stem, Bitter avontuur, Een volmaakte eenheid, Blijf zachtjes bij me, De dikke dame zingt, Ook dat nog, De ontembare wil van lade Harewood, Verbonden, Zeven dagen samen en D'Vaugn en Kris plannen een bruiloft.
In het boek De goede immigrant - 23 visies op Nederland (2020, Sayonara Stutgard (eindredactie), Uitgeverij Pluim in samenwerking met Dipsaus, ISBN 9789462984141) is een verhaal van With gepubliceerd. Ze heeft het boek Brown girl dreaming vertaald in het Nederlands; de vertaling is gepubliceerd in 2023.
With was meelezer voor de vertaling door Zaïre Krieger van het gedicht The hill we climb van Amanda Gorman, dat Gorman voordroeg tijdens de inauguratie van president Joe Biden op 20 januari 2021. Kriegers vertaling verscheen op 7 september 2021 in een tweetalige uitvoering, met een voorwoord van Oprah Winfrey.
With stond in 2023 op de voorpagina van Trouw - de verdieping met een interview en fotoshoot van Hadas Itzkovitch en Anya van Lit voor Pride Amsterdam, waarin haar achtergrond en seksualiteit werken uitgelicht.
Sinds 2023 werkt Tirsa als host voor het radioprogramma Jongstof, het "jongere broertje van Kunststof" van NPO Radio 1. In Jongstof wordt er wekelijks een half uur gesproken met aanstormend talent uit de wereld van de kunst, cultuur en media. Gesprekken met dezelfde insteek als Kunststof, nu met jonge, veelbelovende kunstenaars, artiesten, muzikanten, theatermakers, designers en filmmakers. In 2024 is Jongstof omgezet naar een podcast.
Ze maakte een film voor de pop-up-tentoonstelling Verzet tegen slavernij van het Nationaal Slavernijmuseum in april 2024 in het Verzetsmuseum Amsterdam.

## Politiek
Als oprichter en voorzitter van RADICAAL, de politieke jongerenorganisatie van BIJ1, had ze vanaf 2017 zitting in het Algemeen Bestuur van BIJ1.
- International Standard Name Identifier: 0000 0005 0280 1925
- Nederlandse Thesaurus van Auteursnamen: 433396776
- Virtual International Authority File: 580162664449155001808
- WorldCat: E39PCjtWQ7wMTf4Xg9k3Q33fbd